# Cortisone acetate
Acetate cortisone (tên biệt dược Adreson, Cortison, cortisone, cortisone Acetate, Cortone, Cortistab, Cortisyl, cùng những tên khác) là một glucocorticoid corticosteroid tổng hợp và este corticosteroid được bán trên thị trường tại nhiều quốc gia trên toàn thế giới, kể cả ở các nước Mỹ, các Vương quốc Anh, và nhiều nước châu Âu khác. Nó là este axetat C21 của cortisone,   và hoạt động như một tiền chất của cortisone trong cơ thể.